# Bassus eriphyle
Bassus eriphyle är en stekelart som först beskrevs av Nixon 1986.  Bassus eriphyle ingår i släktet Bassus och familjen bracksteklar. Inga underarter finns listade.